# Giulia Goldammer
Giulia Goldammer (* 30. April 1993 in Hagen) ist eine deutsch-italienische Schauspielerin.

## Leben
Giulia Goldammer wuchs in München auf, wo sie während der Schulzeit erste Theatererfahrungen sammelte. 2014 begann sie ein Schauspielstudium an der Hochschule der Künste Bern, 2016 erhielt sie den Förderpreis der Armin Ziegler Stiftung. Das Studium schloss sie 2017 als Bachelor of Arts ab. Anschließend folgte ein Master-Studium an der Bayerischen Theaterakademie August Everding.
Am Münchner Staatstheater am Gärtnerplatz spielte sie unter der Regie von Holger Seitz 2011 in Ab heute heißt du Sara sowie 2012 die Titelrolle im Musical Heimatlos – kleiner Lord Remi. 2019 stand sie am Residenztheater München in Elektra von Hugo von Hofmannsthal auf der Bühne.
Ihr Filmdebüt gab sie in der Rolle der Marlen im Film Die Reise mit Vater von Anca Miruna Lăzărescu, der beim Filmfest München 2016 Premiere hatte. 2018 hatte sie in der Folge Brautalarm der ARD-Serie Um Himmels Willen eine Episodenrolle als die Braut Evi Reiter. Im Fernsehfilm Ein Sommer auf Mallorca der Reihe Ein Sommer in … war sie 2018 an der Seite von Katharina Müller-Elmau und Christoph M. Ohrt als deren Filmtochter Jenny Körner zu sehen.
Im Kinofilm Und wer nimmt den Hund? verkörperte sie 2019 die Rolle der Lisa Lehnert, Tochter von Doris und Georg, dargestellt von Martina Gedeck und Ulrich Tukur. Außerdem spielte sie 2019 in der Folge Die ewige Welle der Fernsehreihe Tatort die junge Frida de Kuyper. In der Folge Die Unterirdischen der ZDF-Fernsehreihe München Mord war sie als 2019 als Journalistin Miriam Abel an der Seite von Liliane Zillner als deren Freundin Tine Kern zu sehen. Außerdem stand sie 2019 für Dreharbeiten zum Film Windstill von Nancy Camaldo vor der Kamera, in dem sie neben Barbara Krzoska und Thomas Schubert die Rolle der Lara verkörperte. Für ihre Darstellungen in Windstill wurden Goldammer und Schubert Anfang 2021 für den Darstellerpreis des 42. Filmfestivals Max Ophüls Preis nominiert.

## Filmografie (Auswahl)
- 2016: Die Reise mit Vater (Regie: Anca Miruna Lăzărescu)
- 2018: Um Himmels Willen – Brautalarm
- 2018: Ein Sommer auf Mallorca (Fernsehfilm)
- 2018: Der große Rudolph (Fernsehfilm)
- 2019: Tatort: Die ewige Welle (Fernsehreihe)
- 2019: Und wer nimmt den Hund?
- 2019: München Mord: Die Unterirdischen (Fernsehfilm)
- 2019: Beats (Regie: Simon Pfister)
- 2020: Windstill (Regie: Nancy Camaldo)
- 2021: Der Alte – Verspottung (Fernsehserie)
- 2021: Die Chefin – Nebenwirkungen (Fernsehserie)
- 2021: WaPo Bodensee – Seitenstechen (Fernsehserie)
- 2022: Der Ranger – Paradies Heimat: Himmelhoch (Fernsehreihe)
- 2023: Polizeiruf 110: Paranoia (Fernsehfilm)
- 2023: Mit Harpunen schießt man nicht (Fernsehfilm)
- 2024: Behringer und die Toten. Ein Bamberg-Krimi – Fuchsjagd (Fernsehreihe)
- 2024: In aller Freundschaft – Die jungen Ärzte – Geschafft (Fernsehserie)
- 2025: SOKO Stuttgart: Bis der Punk uns scheidet (Fernsehserie)
- 2025: Der Bergdoktor (Fernsehserie, Folge Herzschmerzen S18, F08)
- 2025: Tatort: Das Verlangen (Fernsehreihe)